# Ancienne prison régionale d'Helsinki
L'Ancienne prison régionale d’Helsinki (finnois : Helsingin lääninvankila) est un ancien établissement pénitentiaire situé dans le quartier de Katajanokka à Helsinki en Finlande.

## Histoire
Depuis 1749, il y a avait déjà à Katajanokka la prison de la couronne construite en bois et qui sera endommagée par un incendie.
On construira au même endroit un nouveau bâtiment en 1800.
Quand la Finlande passe sous domination russe, Nicolas Ier de Russie souhaite moderniser les établissements de la nouvelle capitale.
En 1832, Nicolas Ier accepte les plans de la prison régionale qui sera terminée en 1837 et fonctionnera de 1837 à 2002.
À sa construction cette dernière a 12 cellules, deux gardiens et une chapelle.  
La prison est entourée d'une haute enceinte en briques.
À la fin du XIXe siècle, Alexandre III fait agrandir la prison.
On lui rajoute trois ailes de style gothique tardif et l'ancien bâtiment cellulaire devient est transformé en bâtiment de direction. 
Le nombre total de cellules passe alors à 164.
Après l’indépendance de la Finlande, la prison continue à fonctionner comme avant.
En 1944, à la fin de la Seconde Guerre mondiale, la prison subit une attaque aérienne.
Un bombe volante explose à proximité de la boulangerie tuant deux gardiens et provoquant un incendie.
Cinq prisonniers profitent de l'occasion pour s'échapper.
Après la guerre, la prison est connue pour le fait qu'on y garde des personnes condamnées pour faits de guerre.
Pendant ses dernières années de fonctionnement, la prison régionale sert de centre de détention provisoire où l'on accueille des suspects en attente de leur jugement.
En 2001, la prison est renommée « centre de détention provisoire d'Helsinki ».
La prison accueille aussi des personnes dont les amendes ont été transformées en peine d'emprisonnement.
La prison fonctionnera jusqu'en 2002 quand la prison de Vantaa sera construite.
De nos jours les bâtiments sont occupés par un hôtel de la chaîne Best Western.

## Galerie

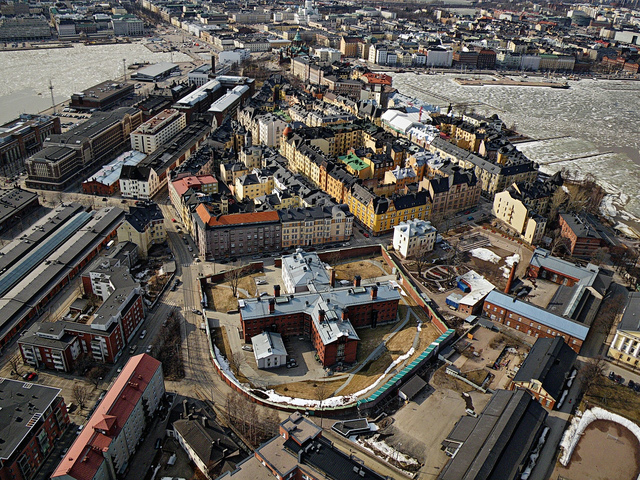
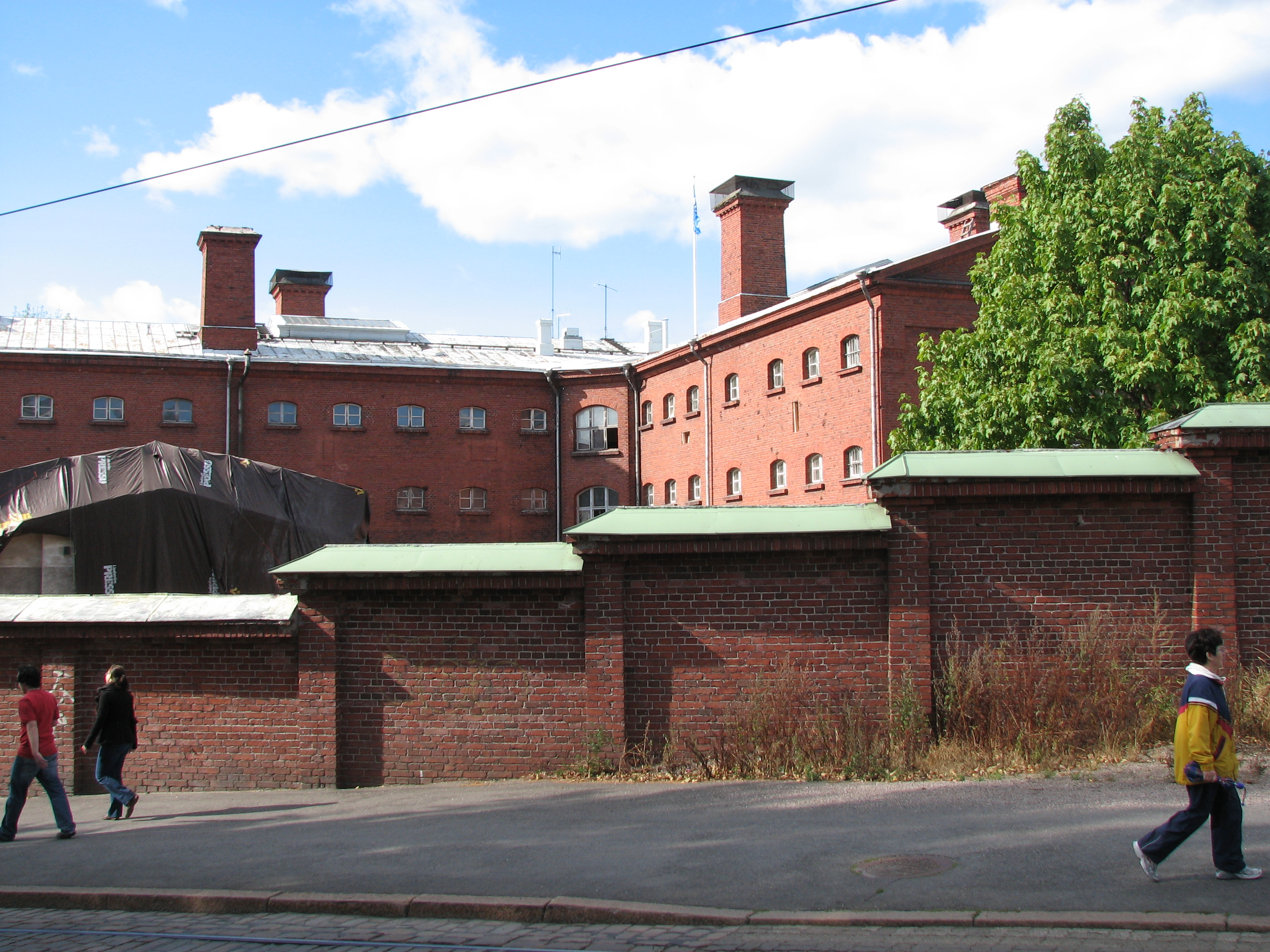
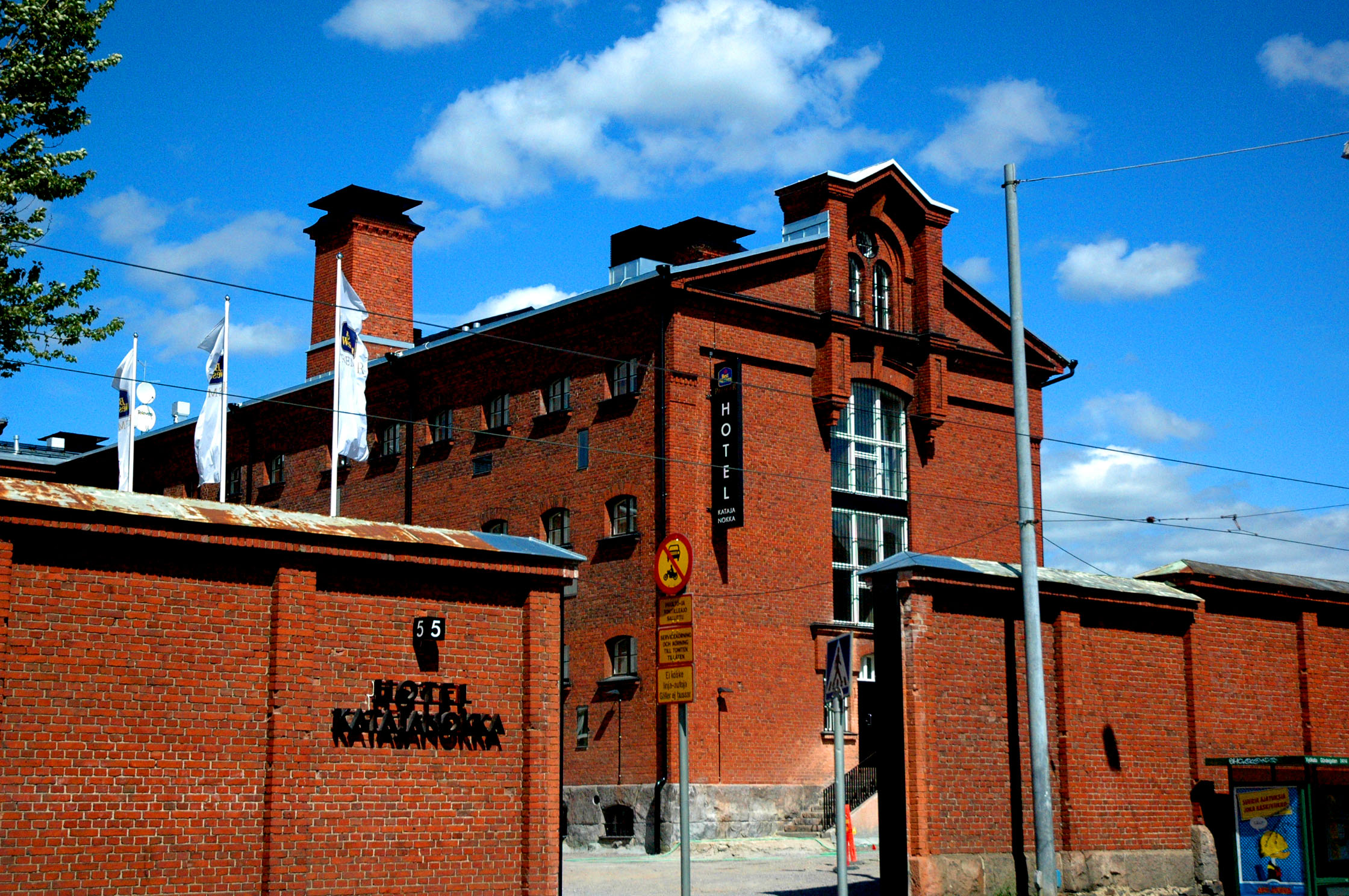
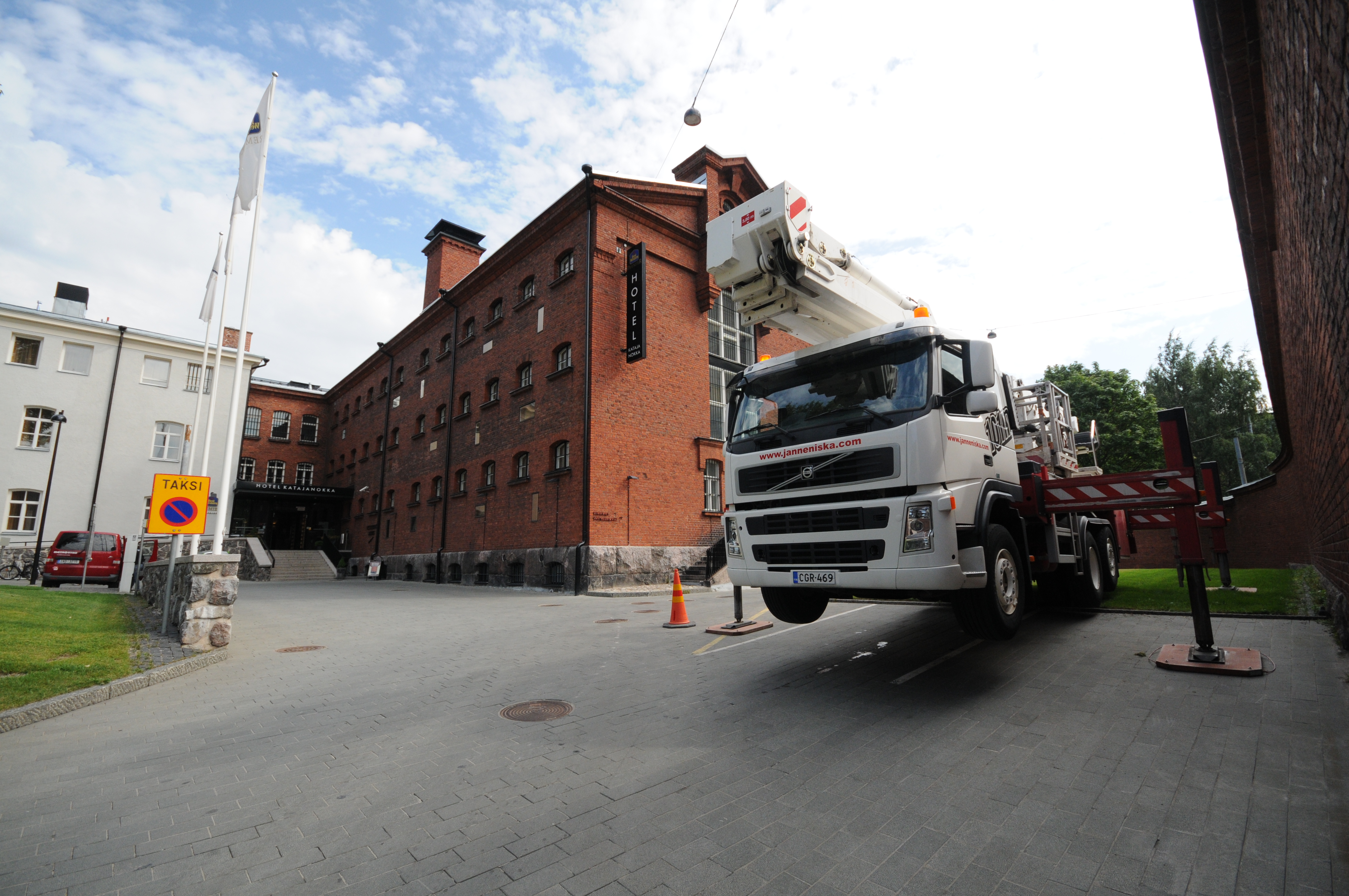
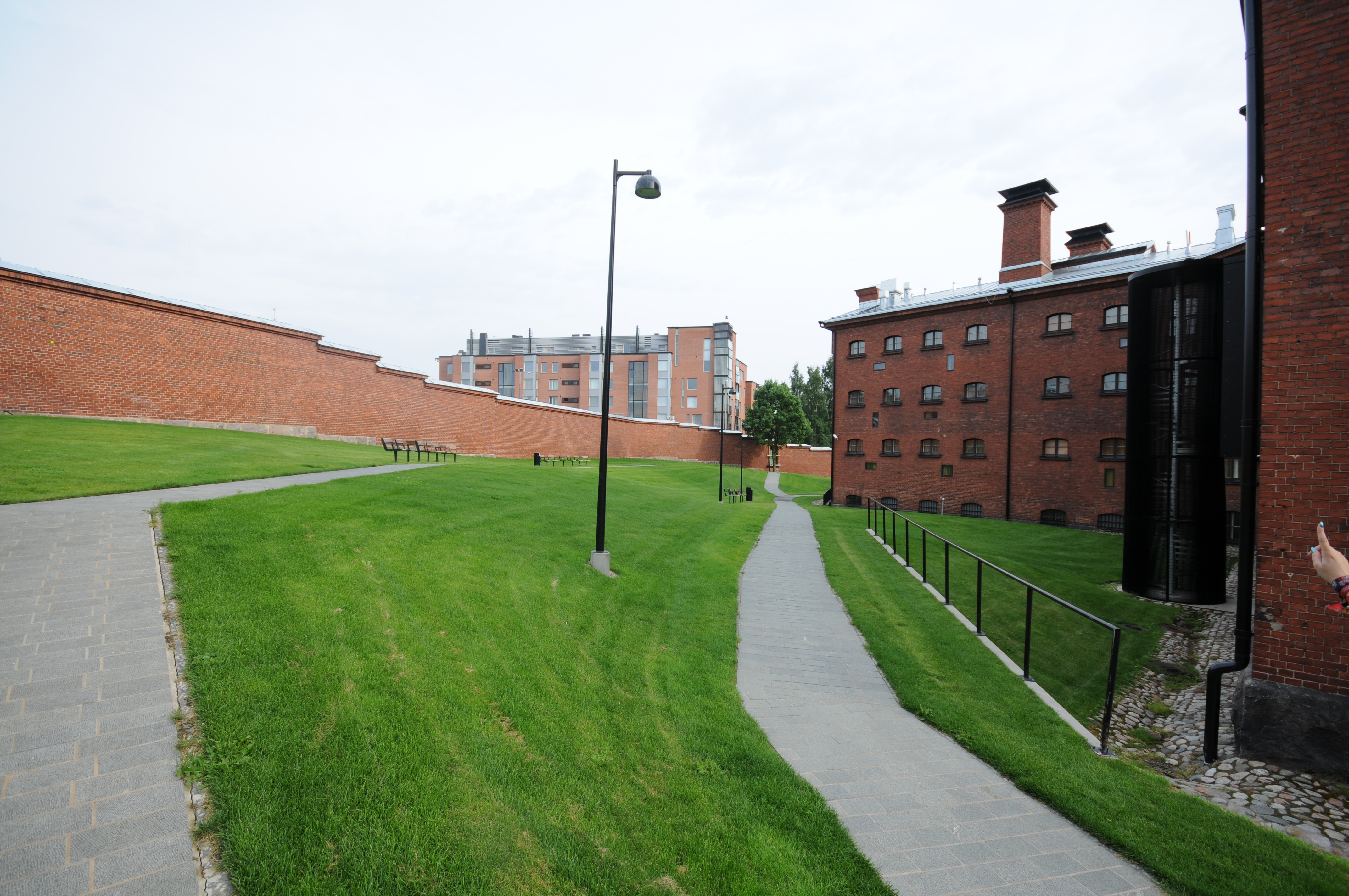
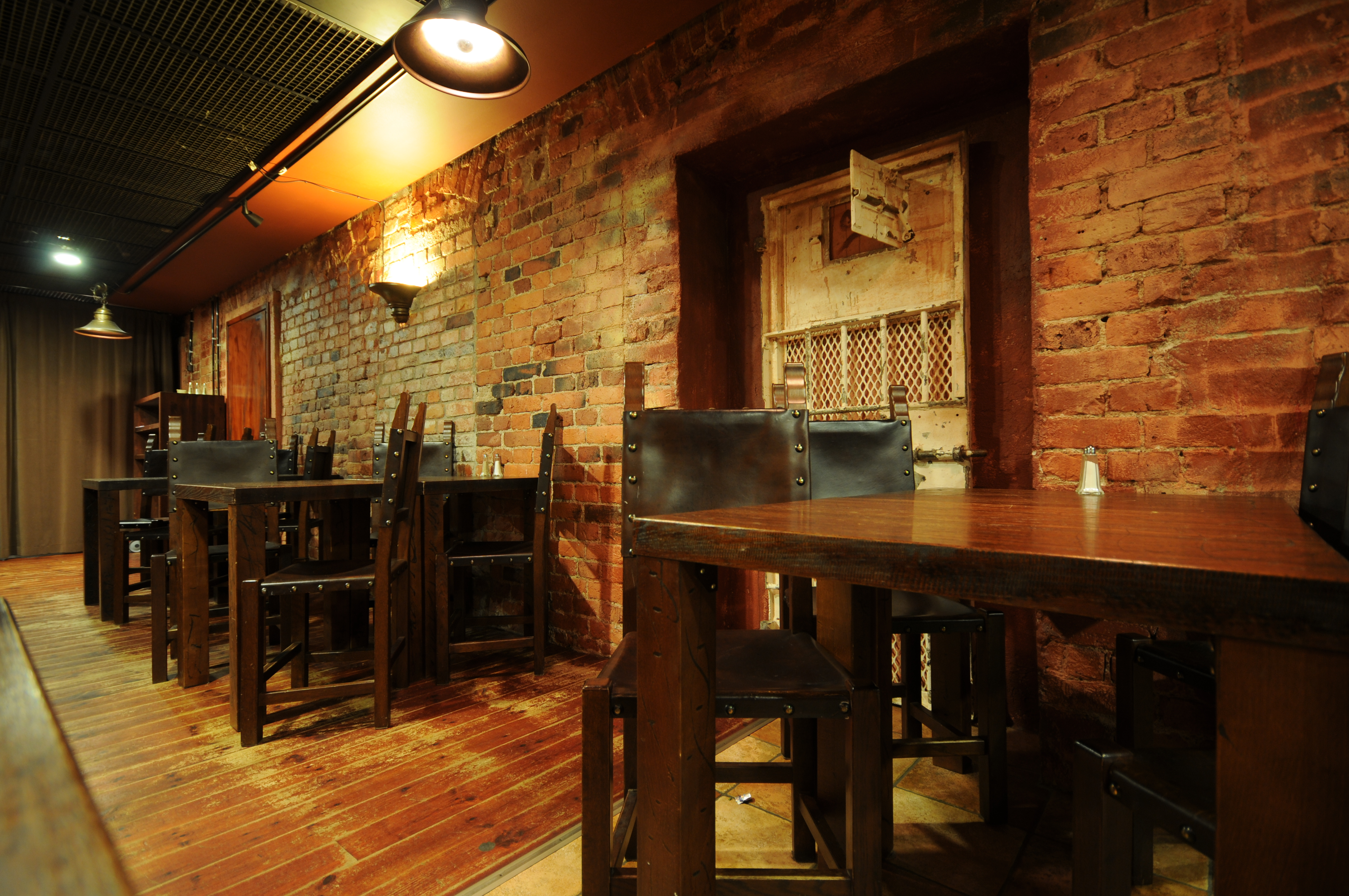
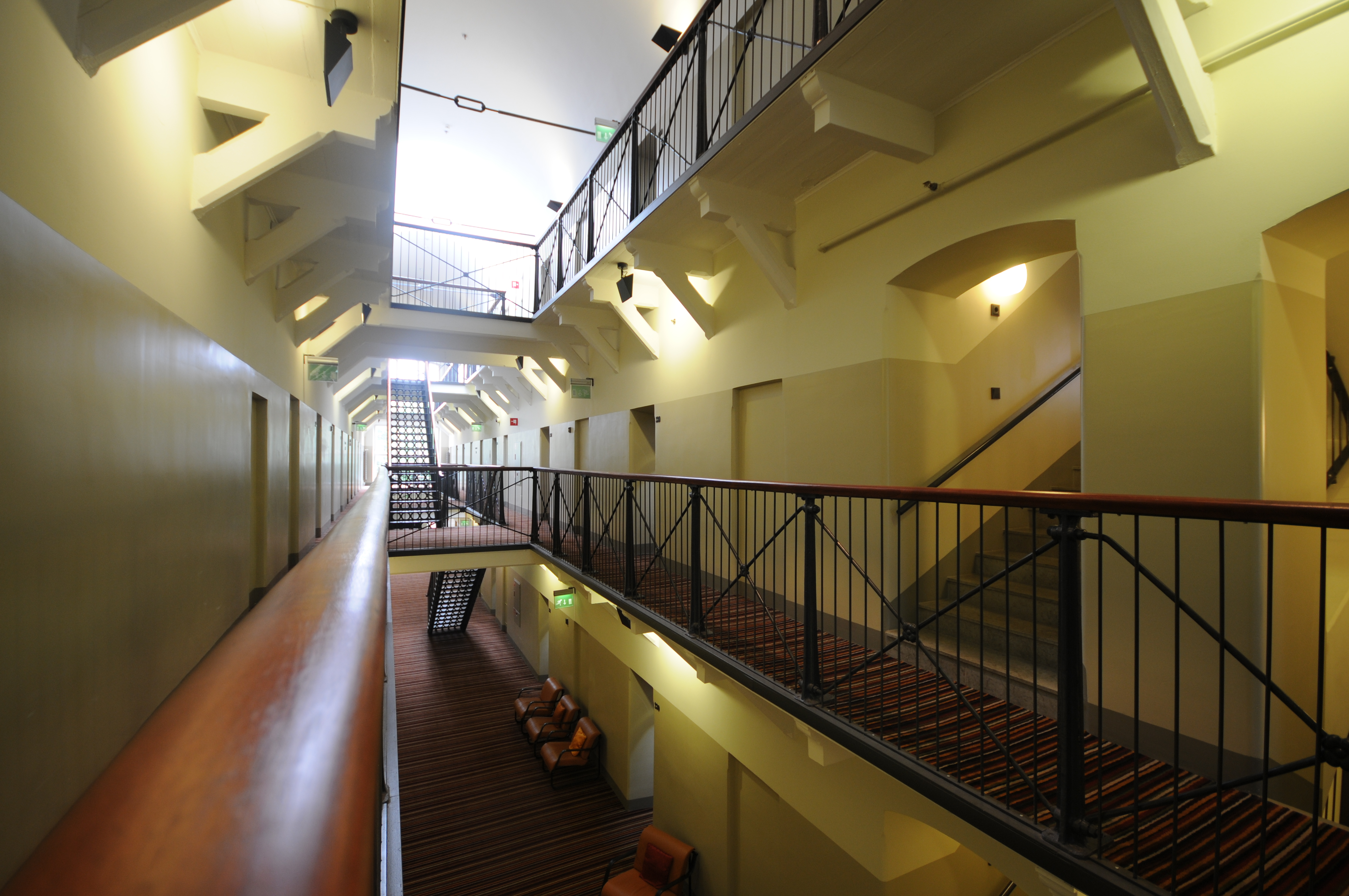
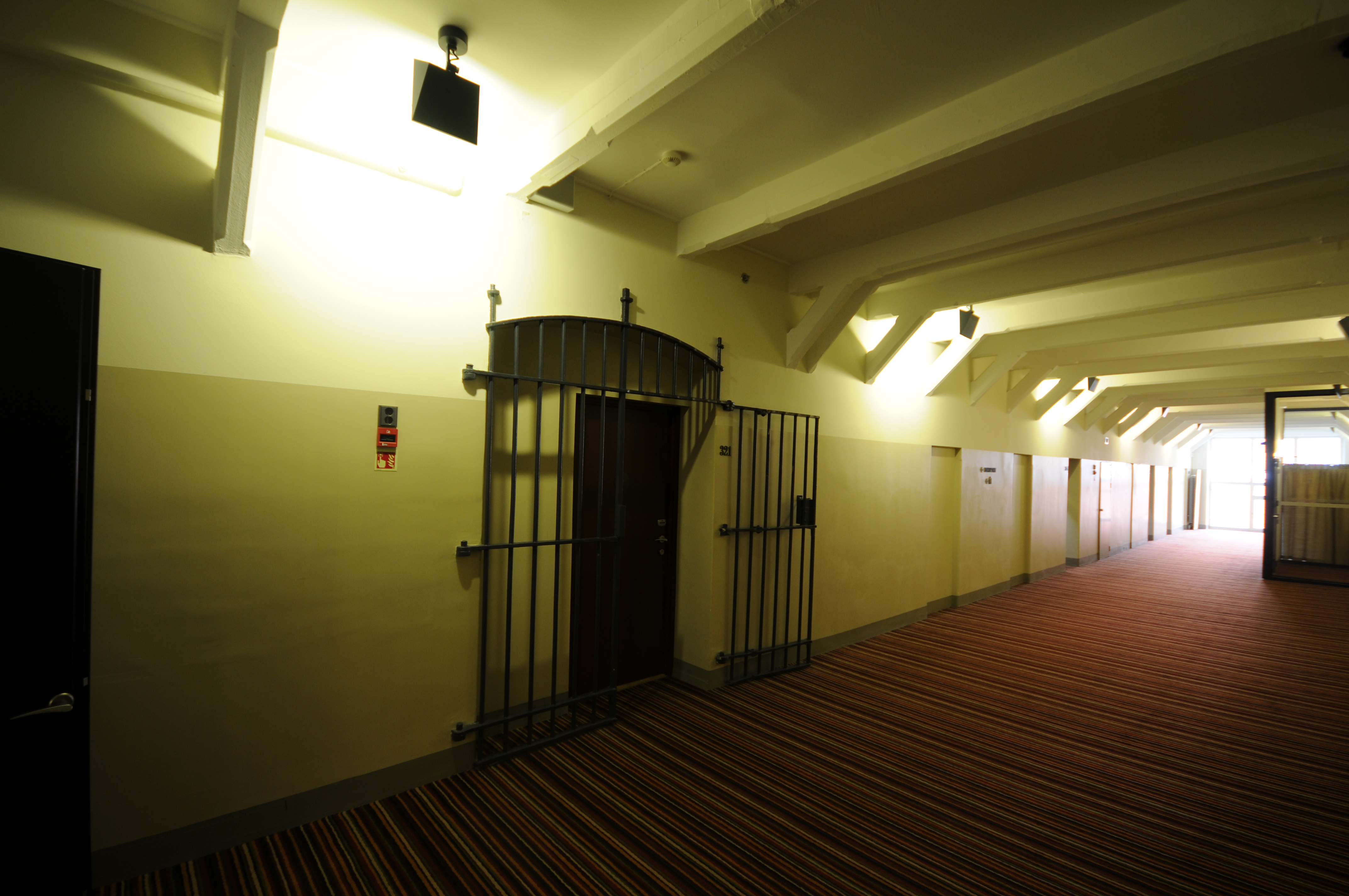
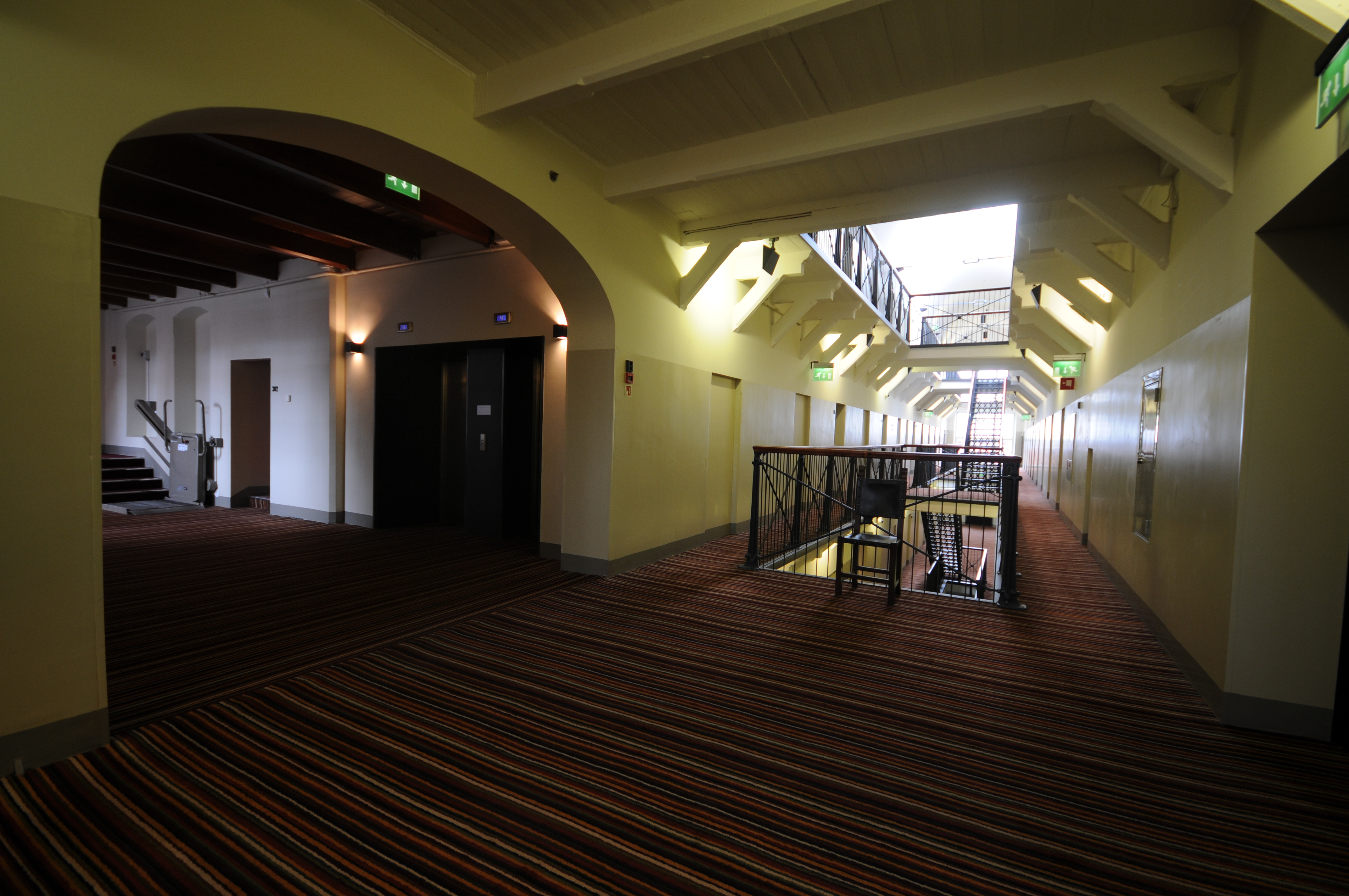
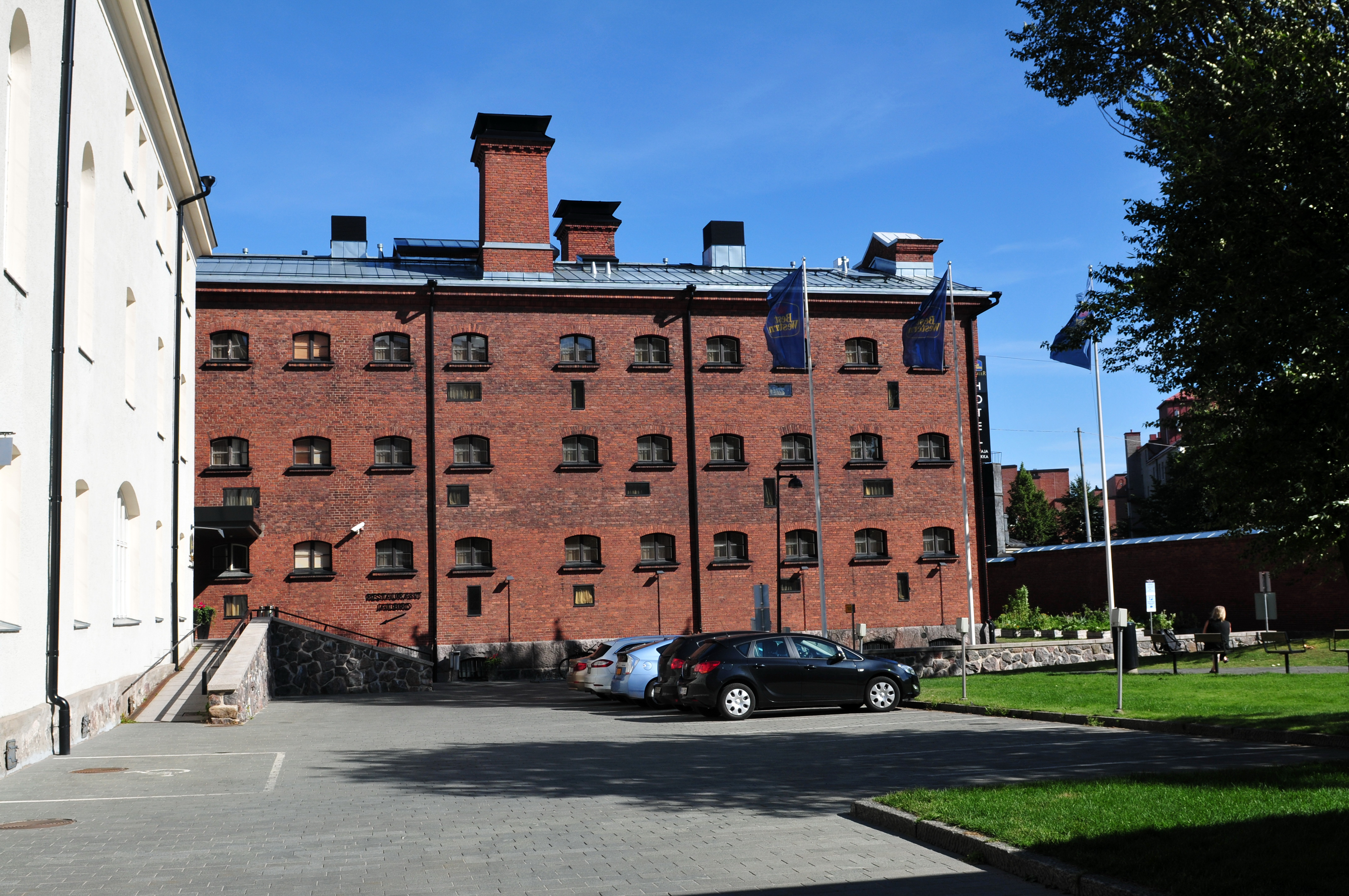
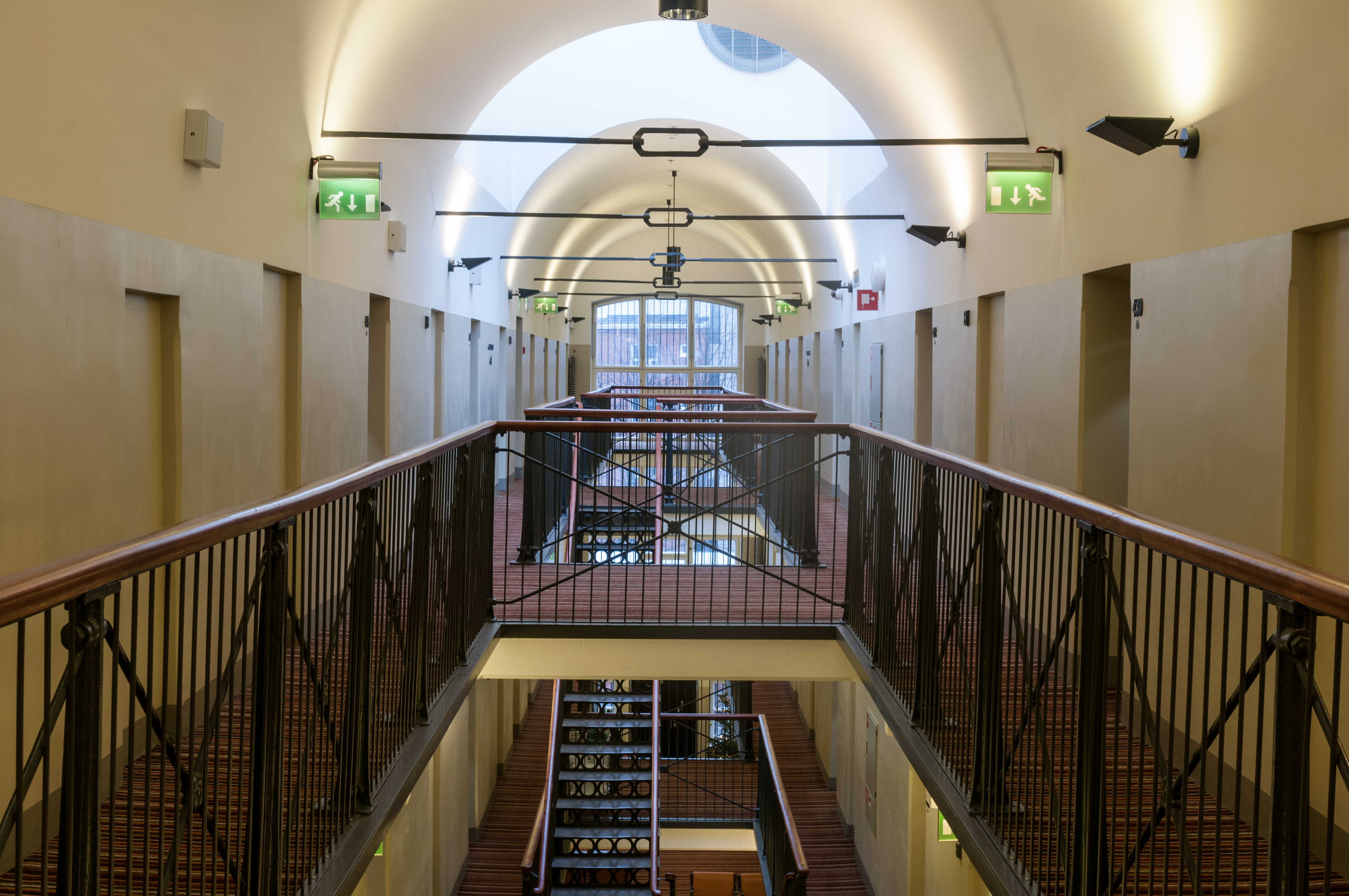